# Lingua assamese
La lingua assamese o ôxômiya (অসমীয়া) (IPA: [ɔxɔmija]) è una lingua indoeuropea facente parte del gruppo indo-ario parlata in India.
Al 2022, è parlata da 15,3 milioni di parlanti totali, in gran parte madrelingua.
L'origine della lingua assamese non è chiara. Alcuni credono che sia nato da Kamarupi Prakrit usato nell'antico regno di Kamarupa. Tuttavia si ritiene che, insieme ad altre lingue indoarie, l'Assamese si sia evoluto almeno prima del VII secolo dal Medio Indo-Ariano Magadhi Prakrit, che si sviluppò da dialetti simili, ma per certi versi più arcaici del sanscrito vedico. Le sue lingue sorelle includono il maithili, l'oriya, il chittagong, il sylheti, l'angika, il binshnupriya, il rohingya e il chakma.

## Distribuzione geografica
Secondo l'edizione 2009 di Ethnologue, la lingua assamese è parlata da 16,7 milioni di persone in India, negli stati di Arunachal Pradesh, Assam, Bengala Occidentale e Meghalaya. In Bangladesh risultano 9.000 locutori. La lingua è attestata anche in Bhutan e negli Stati Uniti d'America.

### Lingua ufficiale
L'assamese è lingua ufficiale dello stato indiano di Assam.
È una delle 23 lingue ufficialmente riconosciute dall'allegato VIII della Costituzione dell'India. Il segretariato dell'Assam funziona in assamese.

## Sistema di scrittura
L'Assamese moderno usa l'alfabeto assamese, un sistema abugida, da sinistra a destra, con un gran numero di legature tipografiche.
Nel periodo medievale l'alfabeto era composta da tre varietà: Bamuniya, Garhgaya e Kaitheli o Lakhari, che si svilupparono dall'alfabeto Kamarupi . Assomiglia molto al Tirhuta della lingua Maithili, così come all'alfabeto bengalese. C'è una forte tradizione letteraria fin dai primi tempi. Gli esempi possono essere visti in editti, concessioni di terra e lastre di rame dei re medievali. Assam aveva un proprio sistema di scrittura sulla corteccia dei saanchi in cui sono stati scritti testi e cronache religiose. Le ortografie attuali in Assamese non sono necessariamente fonetiche. Hemkosh (হেমকোষ [ɦɛmkʊx]), il secondo dizionario di Assamese, ha introdotto le ortografie basate sul sanscrito, che ora sono lo standard.

## Testo di esempio
Quello che segue è un testo di esempio in Assamese dell'articolo 1 della Dichiarazione universale dei diritti dell'uomo :
Assamese in alfabeto assamese
ধাৰা 1: সকলো মানুহে স্বাধীনভাৱে সমান মৰ্যদা আৰু অধিকাৰে জন্মগ্ৰহণ কৰে. সিহঁতৰ বিবেক আৰু বুদ্ধি আছে আৰু সিহঁতে পৰস্পৰ ভ্ৰাতৃত্বৰে আচৰণ লাগে লাগে.
Assamese con romanizzazione fonetica - 1
Dhara êk: Xôkôlû manuhê sadhinbhawê xôman môrzôda aru ôdhikarê zônmôgrôhôn kôrê. Xihôtôr bibêk aru buddhi asê aru xihôtê pôrôspôr bhratrittôrê asôrôn kôribô lagê.
Assamese con romanizzazione fonetica - 2
Dhara ek: Xokolú manuhe sadhibhawe xoman morzoda aru odhikare zonmogrohon kore. Xihotor bibek aru buddhi ase aru xihote porospor bhratrittore asoron koribo lage.
Assamese in IPA
/ dʱaɹa ɛk | xɔkɔlʊ manuɦɛ sadʱinbʱaβɛ xɔman mɔɹzɔda aɹu ɔdʱikaɹɛ zɔnmɔgɹɔɦɔn kɔɹɛ || xiɦɔtɔɹ bibɛk aɹu buddʱi asɛ aɹu xiɦɔtɛ pɔɹɔspɔɹ bʱɹatɹitːɔɹɛ asɔɹɔn kɔɹibɔ lagɛ /
Traduzione letterale
Articolo 1: tutte le libertà umane - in ugual dignità e in fatto di prese di nascita. la loro ragione e intelligenza esistono; quindi, tutti dovrebbero essere, proprio l'uno verso l'altro, verso l'atteggiamento di fratellanza adottato.
Traduzione
Articolo 1: Tutti gli esseri umani nascono liberi ed eguali in dignità e diritti. Essi sono dotati di ragione e di coscienza e devono agire gli uni verso gli altri in spirito di fratellanza.